# Schizolachnus obscurus
Schizolachnus obscurus är en insektsart som beskrevs av Carl Julius Bernhard Börner 1940. Schizolachnus obscurus ingår i släktet Schizolachnus och familjen långrörsbladlöss. Inga underarter finns listade i Catalogue of Life.